# Sixx Austria
Sixx Austria (eigene Schreibweise: sixx AUSTRIA) ist ein Ableger des deutschen Senders Sixx für Österreich. Er ist am 3. Juli 2012 um 20.15 Uhr gestartet und ersetzt den im Mai durch die ProSiebenSat.1 Media SE übernommenen Sender Austria 9. Das Programm von Sixx Austria wird in Kooperation mit sixx und Puls 4 für den österreichischen Markt gestaltet. Die neue Senderleitung übernahm Bernhard Albrecht.

## Geschichte
Anfang 2012 gab die SevenOne Media Austria GmbH, als Tochter der ProSiebenSat.1 Media SE und zuständig für das Geschäft in Österreich bekannt, dass sie beabsichtigt den Privatsender Austria 9 TV zu übernehmen. Der Kauf wurde im April 2012 abgeschlossen und Austria 9 TV in die ProSiebenSat.1 Austria Gruppe integriert. Ziel dieser Akquisition ist es, einen Ableger des deutschen Senders Sixx aufzubauen und zu vermarkten. Sixx Austria war ab Sendebeginn für 82 % der Haushalte in Österreich empfangbar, da die bestehenden Kapazitäten genutzt wurden.
Der Relaunch des Senders startete am 3. Juli noch aus den derzeitigen Rosenhügel-Filmstudios. Wie die SevenOne Media Austria GmbH kurz nach der Übernahme mitteilte, sollten alle österreichischen Sender Ende 2012 in das Media Quarter Marx umziehen.
Am 3. Juli 2012 startete Sixx Austria pünktlich um 20.15 Uhr seinen Sendebetrieb mit der Komödie 27 Dresses, auf dem bisherigen Sendeplatz von Austria 9. Sixx Austria kann europaweit unverschlüsselt über Satellit und im österreichischen Kabelnetz empfangen werden.